# Castello di Clagny
Il castello di Clagny era una residenza privata situata a nord-est della Reggia di Versailles, in Francia. Costruito nel 1683 per Madame di Montespan, favorita di Luigi XIV, e progettato dal grande architetto Jules Hardouin Mansart, il castello venne demolito nel 1769 dopo anni di abbandono.
Il suo aspetto originario può essere comunque delineato attraverso le incisioni che ne sono state fatte e i riferimenti sparsi negli archivi dei Bâtiments du Roi.

## Storia

### L'epoca di Madame di Montespan e i suoi figli
Il castello fu commissionato per Madame di Montespan, amante e favorita del re Luigi XIV.
Situato a nord-est della Reggia di Versailles, i progetti iniziali del 1674 furono elaborati dall'architetto Antoine Lepautre, ma furono rapidamente abbandonati all'inizio del 1675, soprattutto a causa della mancanza di specifiche.

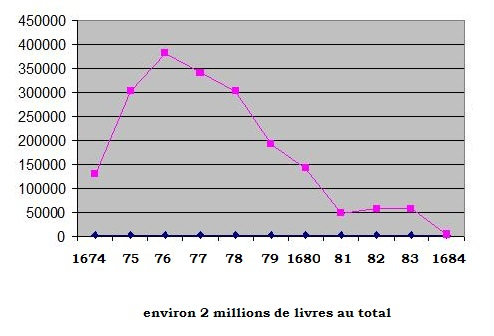
Schema delle spese per la costruzione di Clagny

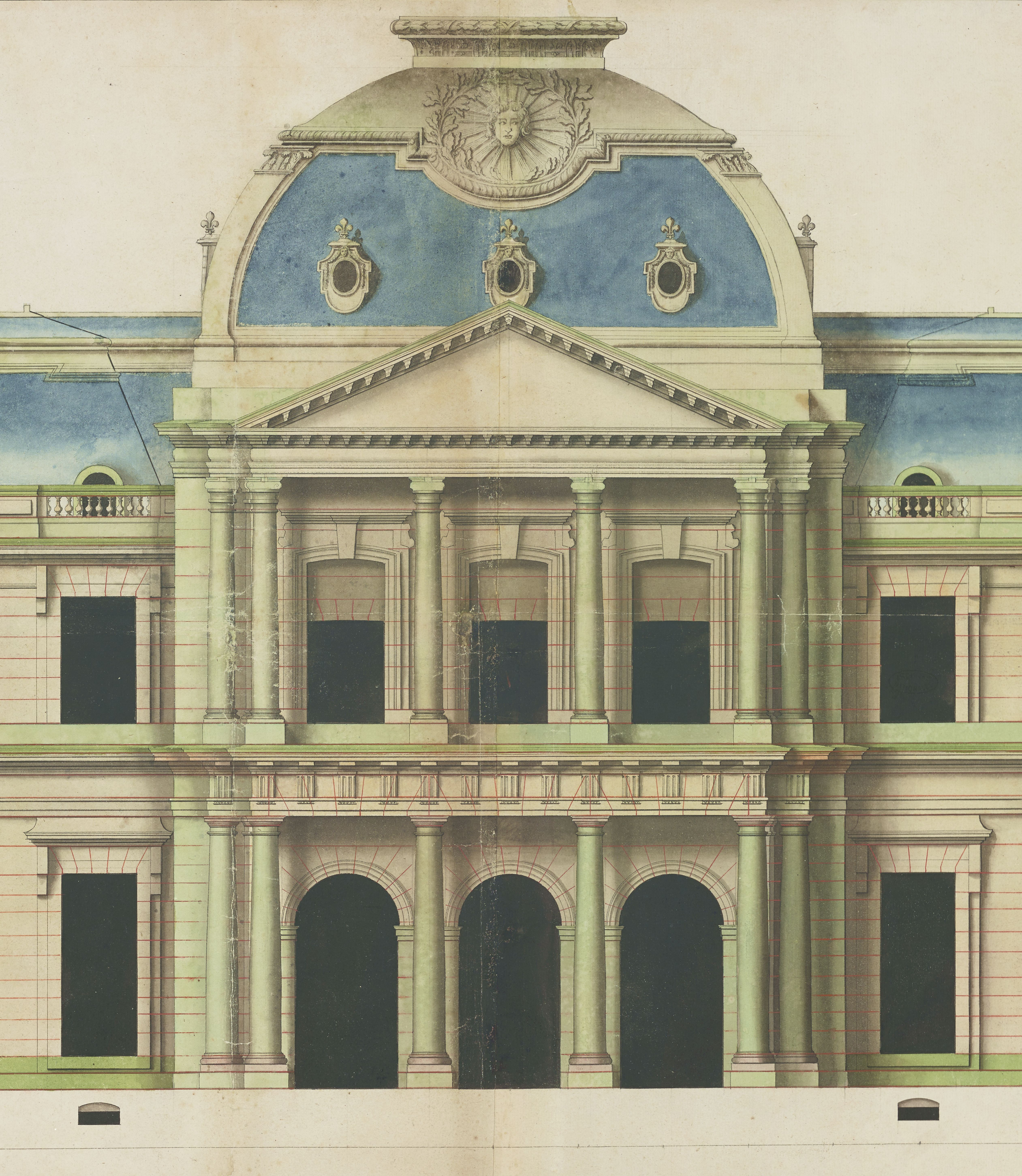
Jules Hardouin Mansart, Elevazione del corpo centrale del castello di Clagny, dettaglio, 1676 circa, Archivi nazionali.

Il progetto fu allora affidato all'architetto Jules Hardouin Mansart, che intraprese il suo primo grande progetto per il re e la sua famiglia. Rielaborò i piani del castello e di parte dei giardini, in collaborazione con il giardiniere e paesaggista André Le Nôtre. Il 2 aprile 1675 i lavori ripresero, con i primi pagamenti agli appaltatori. Il 7 giugno 1675, il dominio di Glatigny viene aggiunto alla tenuta di Clagny.
Sebbene i lavori strutturali siano stati completati nel 1680, gli allestimenti e le decorazioni interne furono abbandonati nel 1683, nonostante fossero a buon punto, a causa della caduta in disgrazia della favorita.
Nel gennaio 1685, con una lettera patente, il re donò il castello e 2.000 acri di terreno al di fuori del Grand Parc a Madame di Montespan e ai suoi figli. Da quel momento in poi, la marchesa non tornò più nella tenuta e nel 1687 il castello fu spogliato dei suoi arredi e i giardini divennero un terreno incolto.

### Il castello al duca del Maine
Madame di Montespan morì nel maggio 1707 e la tenuta fu ereditata dal figlio maggiore, Luigi Augusto di Borbone, duca del Maine. Egli vi soggiornò raramente, ad eccezione di una visita inaspettata e forzata con la moglie nel 1720, sulla via del ritorno a Sceaux, in seguito al loro coinvolgimento nella cospirazione di Cellamare, che costò a entrambi una condanna al carcere.
La tenuta continuò a essere frequentata dalla duchessa del Maine, che vi organizzò numerose feste e spettacoli fino alla fine del regno di Luigi XIV, per poi diventare uno dei suoi numerosi luoghi di ritiro negli anni '30 del XVIII secolo. Nel 1734, la duchessa lanciò una campagna per il restauro della Grande Galleria, interrotta due anni dopo alla morte del duca. Lo stagno, che contribuiva allo stato malsano del quartiere, fu riempito nel 1736.

### Dai figli del duca del Maine all'acquisto di Luigi XV
Si pensò dunque ad un piano di acquisto da parte della corona, ma la proprietà passò a Luigi Augusto di Borbone, il figlio maggiore dei duchi del Maine, fino alla sua morte nel 1755.
Suo fratello Luigi Carlo, morto senza lasciare figli, recuperò tutti i suoi beni e vendette infine la proprietà al re Luigi XV nel 1766.

### Convento della regina (1766)
Per completare la sua riserva di caccia e permettere alla città di espandersi verso nord, Luigi XV fece dividere gran parte dei giardini del castello nel 1767, in particolare con la costruzione del Convento della Regina (oggi Liceo Hoche) da parte dell'architetto Richard Mique e la creazione di un nuovo quartiere di 18 strade.

### Inizio della demolizione del castello e lottizzazione del parco (1769)
Nel 1768, il castello, il cui costo totale era stato originariamente stimato in circa 2.448.000 livres, si trovava in uno stato di degrado molto avanzato e la Corte dei conti stimò che il restauro sarebbe costato 650.000 livres. Le risorse delle casse dello Stato scarseggiavano in quel periodo e il castello fu condannato alla demolizione tramite aggiudicazione dal Baliato di Versailles il 30 giugno 1769 per la somma di 590.000 livres. L'aggiudicatario si ritirò e la demolizione fu affidata all'appaltatore François Delondre per un'offerta molto più bassa di 300.000 livres. Lo spazio così liberato fu utilizzato per ampliare l'ospedale e scavare il Boulevard de la Reine. La successiva costruzione della stazione ferroviaria di Versailles-Rive-Droite e la crescente urbanizzazione portarono alla scomparsa dei resti del parco.

## Proprietari
- Madame di Montespan

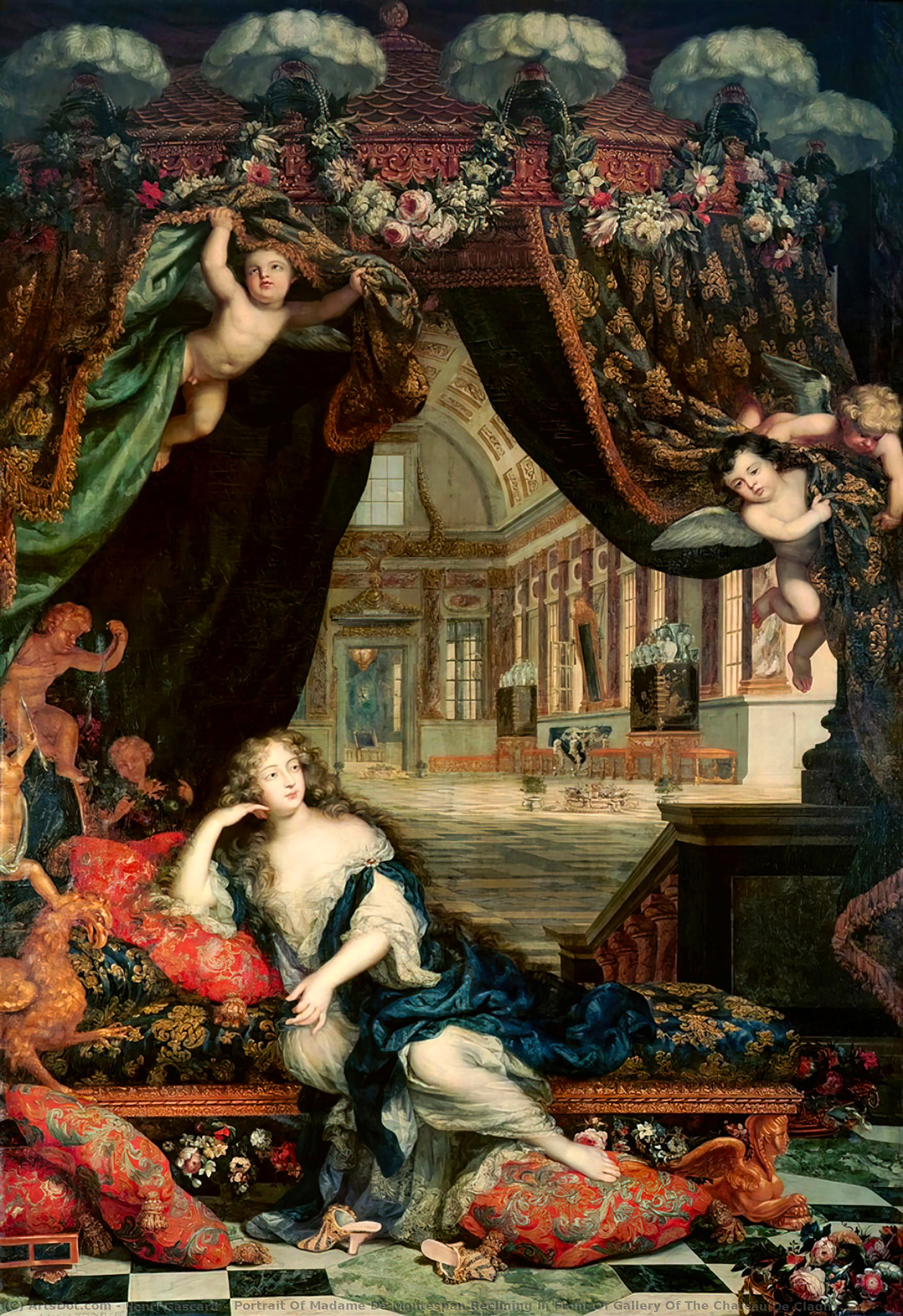
Madame di Montespan sdraiata nel suo Castello di Clagny, 1675-1680 circa, Henri Gascar.

- Luigi Augusto di Borbone, duca del Maine
- Duchessa del Maine

## Galleria d'immagini

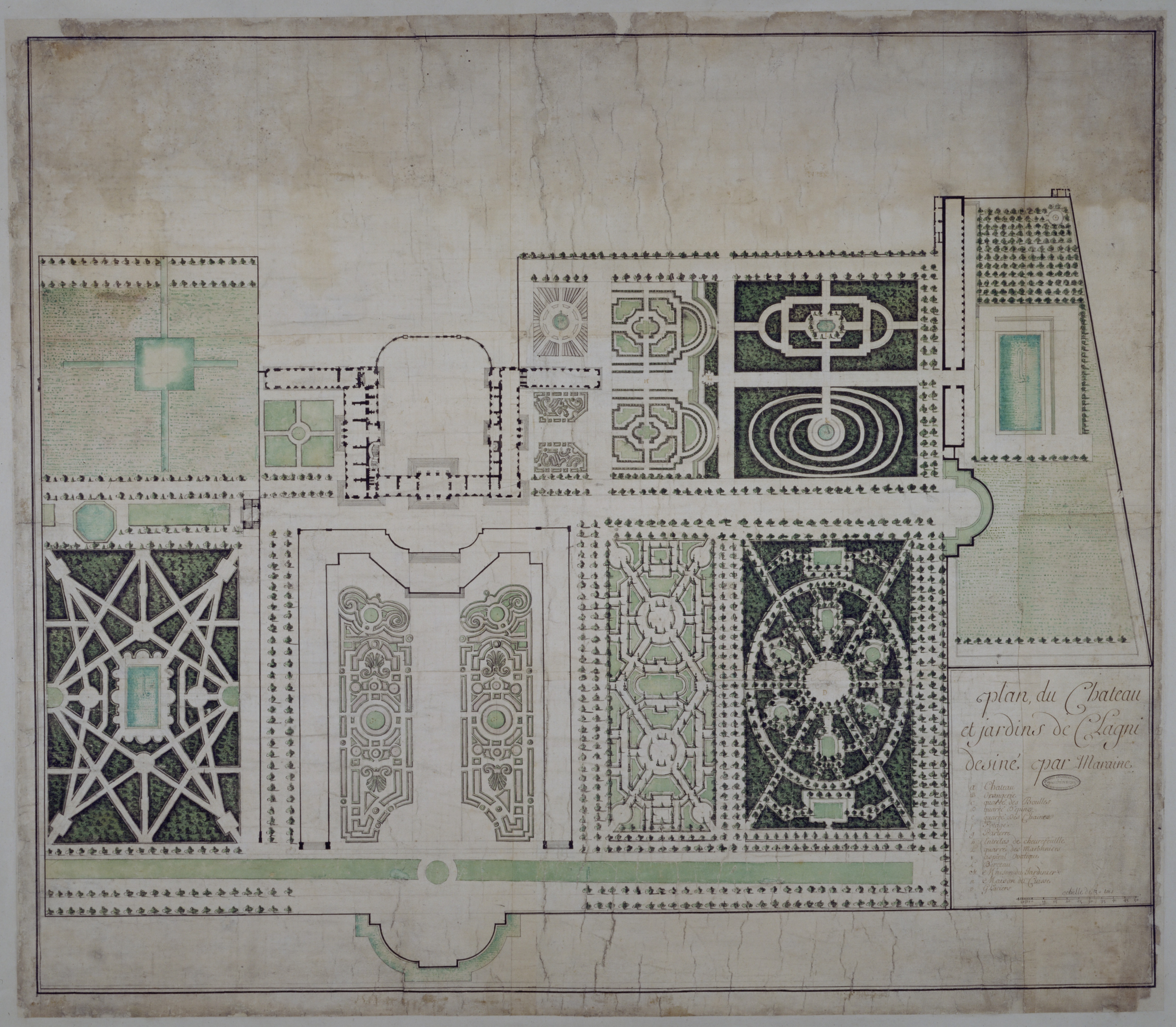
Mappa del castello e del giardino di Clagny intorno al 1685
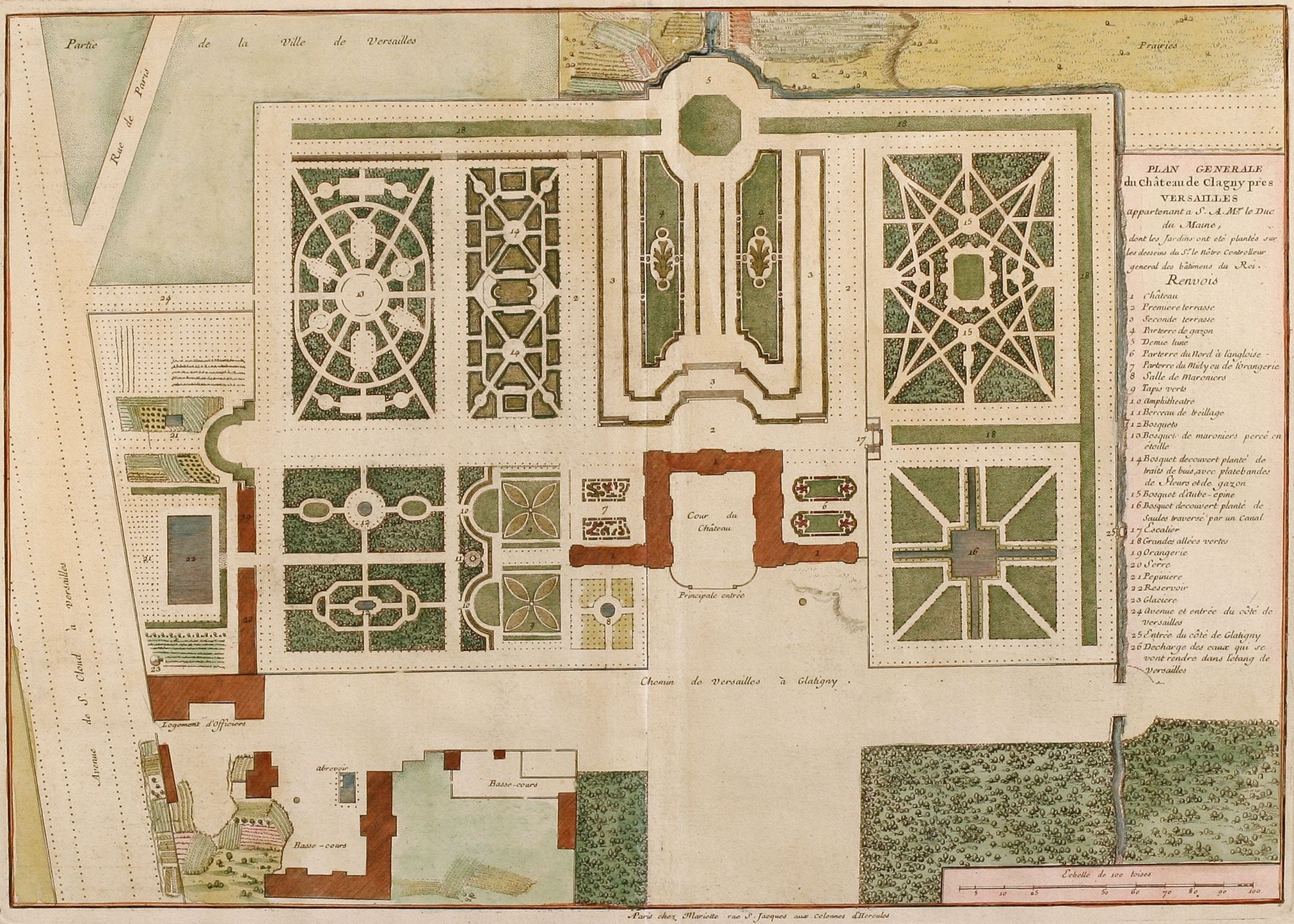
Mappa del castello e del giardino di Clagny, 1740 circa
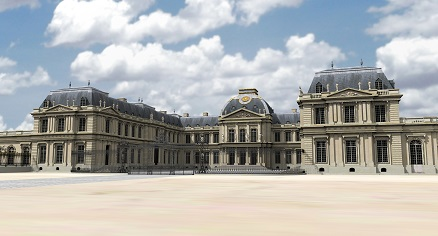
Riproduzione 3D del castello dal lato della corte